# Komm, du süße Todesstunde, BWV 161

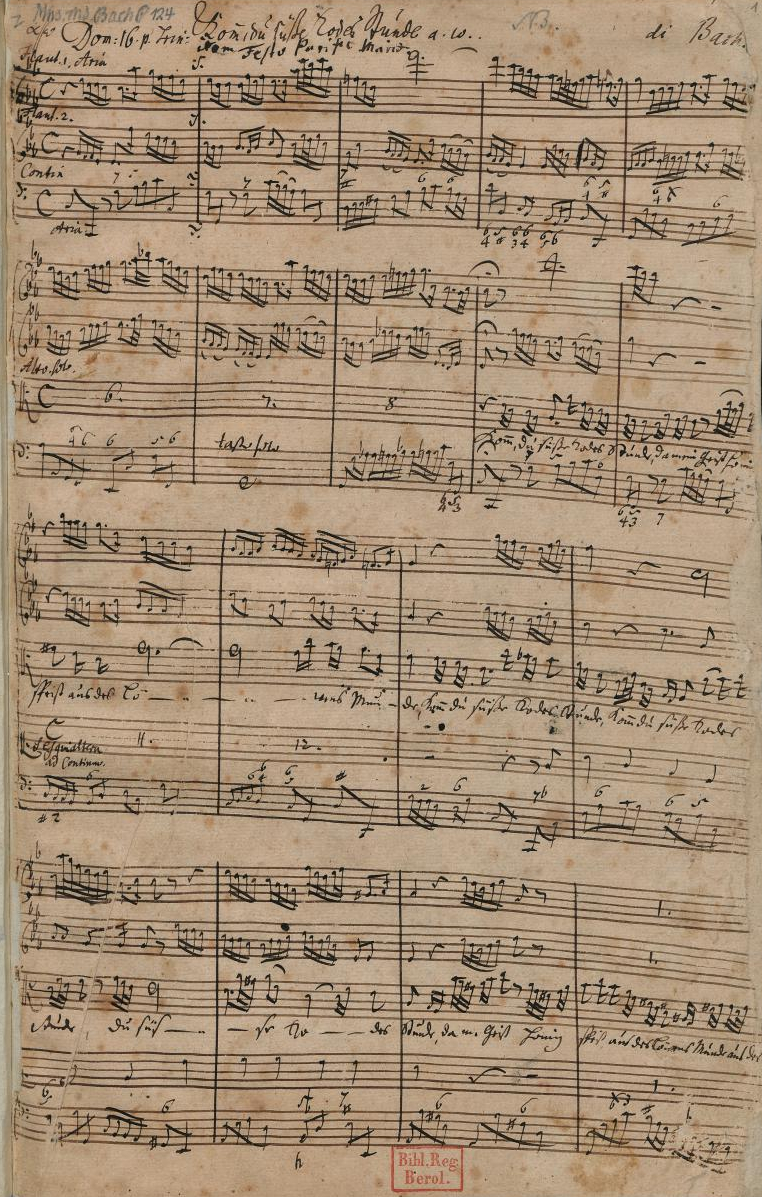
Manuscrito de Komm, du süße Todesstunde, BWV 161 con subtítulo y marcas dinámicas añadidas por Bach.

Komm, du süße Todesstunde, BWV 161 (en español, Vamos, dulce hora de la muerte) es una cantata de iglesia compuesta por Johann Sebastian Bach en Weimar para el decimosexto domingo después de Trinidad, probablemente presentada por primera vez el 27 de septiembre de 1716.
Bach había empezado la composición de cantatas de forma regular dos años antes, cuando fue ascendido a concertino en la corte de Weimar. Escribía una cantata por mes para representarlas en la Schlosskirche, la capilla del palacio ducal. El texto de Komm, du süße Todesstunde y de la mayoría de las otras cantatas escritas en Weimar lo proporcionó el poeta de la corte Salomo Franck. Se basaba en la lectura del evangelio prescrita sobre el joven de Naín. El texto reflexiona sobre el anhelo de la muerte, visto como una transición a una vida unida con Jesús e incluye como coral de cierre la cuarta estancia del himno Herzlich tut mich verlangen de Christoph Knoll.
La cantata tiene seis movimientos y abre con una secuencia de arias y recitativos alternos que conducen a un coro y una coral final. La melodía coral, conocida como «O Haupt voll Blut und Wunden», aparece en el primer movimiento, interpretada por el órgano, y se derivan los motivos musicales de las arias, que proporcionan una unidad formal general a la composición. Bach escribió la partitura de la obra para dos partes vocales (alto y tenor), un coro de cuatro partes y un conjunto de cámara barroca de flautas dulces, cuerdas y bajo continuo. En el recitativo del alto (cuarto movimiento), acompañado de todos los instrumentos, Bach crea las imágenes del sueño, del despertar y de las campanas funerarias, esta última en las flautas y el pizzicato de las cuerdas.
Si bien el libreto se publicó en una colección en 1715, Bach probablemente no representó la cantata hasta el 27 de septiembre de 1716, debido a un período de duelo público de seis meses en el Ducado de Sajonia-Weimar desde agosto de 1715. Cuando era Thomaskantor en Leipzig, volvió a utilizar la obra pero no para sus ciclos de cantatas, que incluyeron tres nuevas obras para el decimosexto domingo después de Trinidad. Representó Komm, du süße Todesstunde con pequeños cambios entre 1737 y 1746. También lo asignó al evento de la Purificación, una fiesta con un tema similar.

## Historia

### Antecedentes

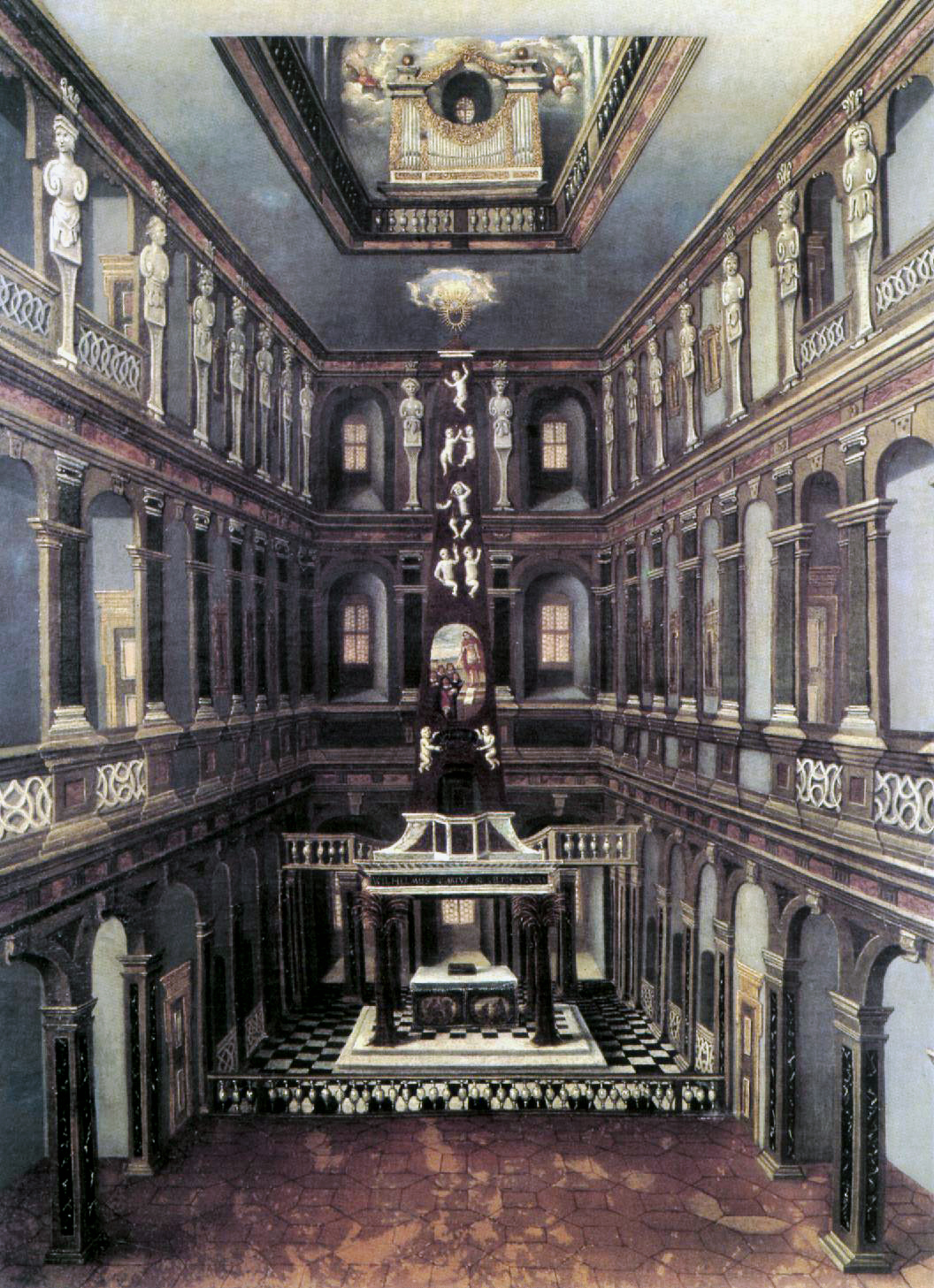
Schlosskirche en Weimar.

Nacido en 1685, Johann Sebastian Bach se ganó su reputación como destacado organista ya en la adolescencia. Se mudó a Weimar en 1708 para ocupar un puesto como organista de la corte de los duques correinantes Guillermo Ernesto y Ernesto Augusto I de Sajonia-Weimar-Eisenach. Ya había comenzado a componer cantatas en sus cargos anteriores en Arnstadt y Mühlhausen y las razones para mudarse se debían a la decepción con el nivel de canto en las iglesias donde había trabajado. Fue nombrado concertino de la capilla de la corte de Weimar el 2 de marzo de 1714. En ese cargo, asumió la responsabilidad principal de componer nuevas obras. Específicamente, se le asignó la tarea de proporcionar cantatas para la Schlosskirche con una periodicidad mensual, lo que resultaría en un ciclo anual completo para el año litúrgico dentro de cuatro años. Si bien había compuesto música vocal sólo para ocasiones especiales hasta su promoción, la oportunidad de componer e interpretar regularmente una nueva obra dio como resultado un programa al que Bach «se lanzó de todo corazón», como señala el experto en el compositor Christoph Wolff.

### Representaciones
Johann Sebastian Bach dirigió la primera actuación, pero se ha debatido sobre la fecha. Dürr concluyó inicialmente (en la primera edición de su libro Die Kantaten von Johann Sebastian Bach de 1971) que la cantata se interpretó por primera vez el 6 de octubre de 1715, pero esta fecha cayó en un período de duelo público en Weimar. En agosto de 1715, había muerto el hermano del duque Ernesto Augusto, de tan sólo 18 años, y el duque proclamó seis meses de luto en el ducado de Weimar, hasta el 2 de febrero de 1716. Las representaciones de cantatas se reanudaron antes, con el vigesimoprimer domingo después de Trinidad, el 10 de noviembre de 1715. Ahora, la primera representación de la obra se acepta generalmente como el mismo evento el año siguiente, cuando el decimosexto domingo después de Trinidad cayó el 27 de septiembre de 1716, para Wolff, el editor Carus-Verlag y Dürr en la edición revisada y traducida de 2006. Richard D. P. Jones señala en su libro The Creative Development of Johann Sebastian Bach que las «novedades técnicas» también sugieren que compuso la cantata en 1716, según un estudio reciente.
En 1723, su primer año como Thomaskantor en Leipzig, Bach compuso una nueva cantata para el decimosexto domingo después de Trinidad, Christus, der ist mein Leben, BWV 95. Un año más tarde, escribió una cantata coral para su segundo ciclo de cantatas, Liebster Gott, wenn werd ich sterben?, BWV 8, y para su tercer ciclo de cantatas compuso Wer weiß, wie nahe mir mein Ende?, BWV 27. Revivió Komm, du süße Todesstunde en Leipzig, pero sólo más tarde, en una versión fechada en algún momento entre 1737 y 1746, con cambios menores en la partitura. Incluso la realizó para un evento litúrgico diferente, la fiesta de la Purificación de María el 2 de febrero. Las lecturas prescritas para la Purificación incluían el cántico Nunc dimittis de Simeón (Lucas 2:22-32), que con su frase «ahora deja a tu siervo partir en paz» tiene un tema similar.

### Cantatas de 1716
Las cantatas, que probablemente se presentaron por primera vez en 1716, utilizaban textos del poeta de la corte de Weimar Salomo Franck, publicados en las colecciones Evangelisches Andachts-Opffer (1715) y Evangelische Sonn- und Festtages-Andachten (1717). De este período, han sobrevivido menos cantatas que de los años anteriores. Posiblemente algunas se perdieron y posiblemente algunas propuestas nunca las escribió, lo que refleja la pérdida de interés de Bach.
Desde el comienzo del año litúrgico el primer domingo de Adviento, Bach compuso prolíficamente. Escribió obras durante tres domingos consecutivos en Adviento, motivado probablemente por la muerte del maestro de capilla Johann Samuel Drese el 1 de diciembre de 1716. Cuando su esperanza de convertirse en el sucesor de Drese no se hizo realidad, dejó de componer cantatas para la corte de Weimar.
Estas obras fueron representadas por Bach como concertino en 1716, según Wolff y Alfred Dürr, un experto en las cantatas del compositor:
| Fecha                     | Evento litúrgico                        | BWV  | Íncipit                                       | Origen del texto |
| ------------------------- | --------------------------------------- | ---- | --------------------------------------------- | ---------------- |
| 19 de enero de 1716       | Segundo domingo después de Epifanía     | 155  | Mein Gott, wie lang, ach lange                | Franck 1715      |
| 27 de septiembre de 1716  | Decimosexto domingo después de Trinidad | 161  | Komm, du süße Todesstunde                     | Franck 1715      |
| 25 de octubre de 1716     | Vigésimo domingo después de Trinidad    | 162  | Ach! ich sehe, itzt, da ich zur Hochzeit gehe | Franck 1715      |
| 6 de diciembre de 1716    | Segundo domingo de Adviento             | 70a  | Wachet! betet! betet! wachet!                 | Franck 1717      |
| 13 de diciembre de 1716   | Tercer domingo de Adviento              | 186a | Ärgre dich, o Seele, nicht                    | Franck 1717      |
| ¿20 de diciembre de 1716? | Cuarto domingo de Adviento              | 147a | Herz und Mund und Tat und Leben               | Franck 1717      |

## Análisis

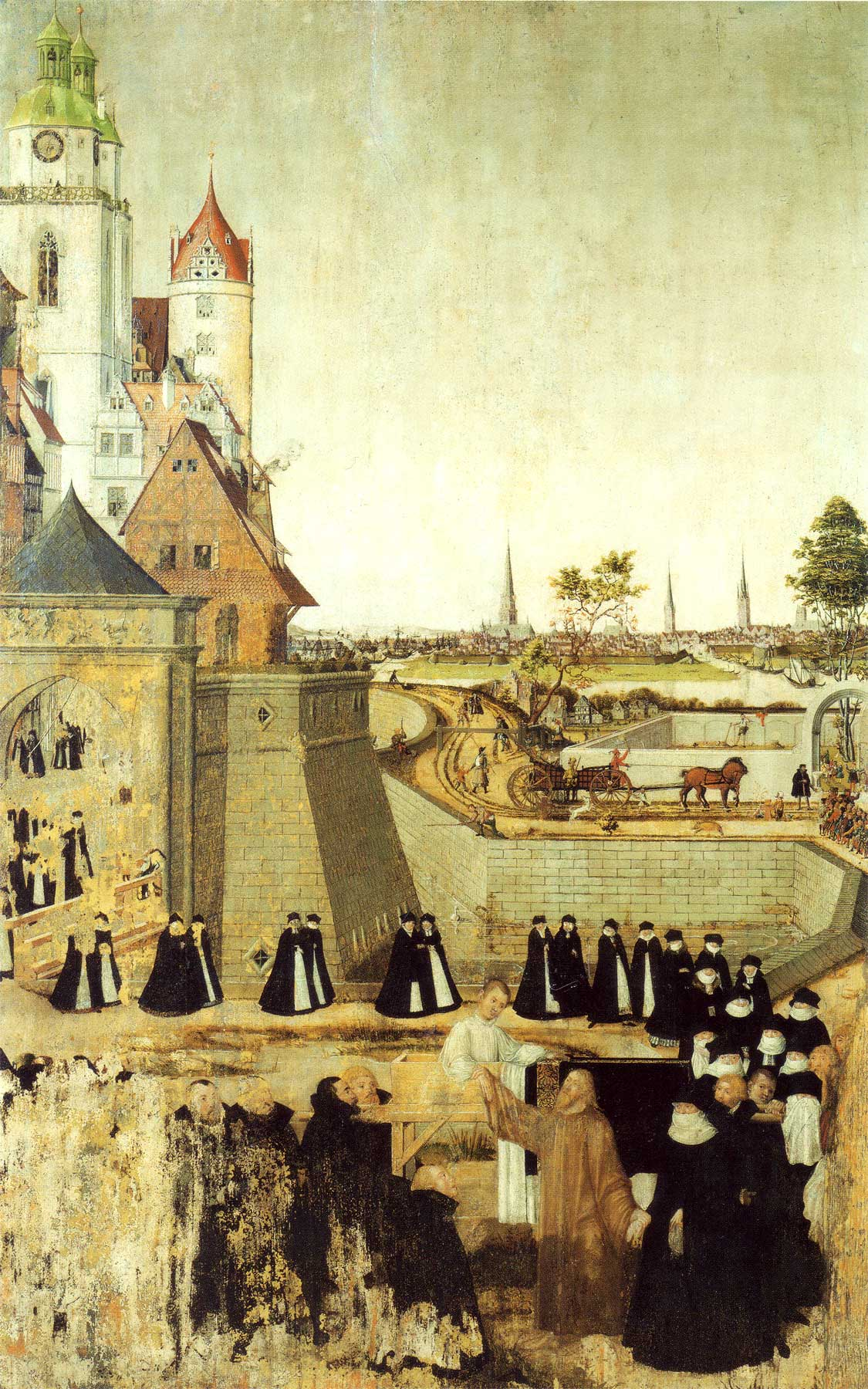
Resurrección del hijo de la viuda de Naín, retablo de Lucas Cranach el Joven, c. 1569, en la iglesia Stadtkirche de Wittenberg.

### Resumen
Wolff resume: «La cantata 161 es uno de los productos más delicados y una joya de los años de Bach en Weimar. La escritura en hasta diez partes es extraordinariamente sutil ... Las flautas también contribuyen de manera no pequeña a la emoción espiritualizada y sentimientos positivos asociados con la "dulce hora de la muerte"». Jones escribe: «La llegada de Bach a su plena madurez a mediados de su período de Weimar (1713-1717) se atestigua por la seguridad estilística y técnica, y el alto nivel constante de su escritura en ese momento». Cuenta la cantata como una de varias que alcanzaron un nivel de dominio sin igual en años posteriores, junto con el Orgelbüchlein y la cantata Ich hatte viel Bekümmernis, BWV 21, entre otras.

### Texto
Bach compuso Komm, du süße Todesstunde para el decimosexto domingo después de Trinidad. Las lecturas prescritas para ese domingo fueron de la Epístola a los efesios, sobre el fortalecimiento de la fe en la congregación de Éfeso (Efesios 3:13-21), y del Evangelio de Lucas, sobre la resurrección de entre los muertos del joven de Naín (Lucas 7:11-17). En la época del compositor, la historia señalaba la resurrección de los muertos, expresada en palabras de deseo de morir pronto.
El texto de Franck se publicó en Evangelisches Andachts-Opffer en 1715. Comprendía como coral final la cuarta estancia del himno Herzlich tut mich verlangen de 1611 de Christoph Knoll. Franck escribió un libreto lleno de referencias bíblicas, incluyendo (en el primer movimiento) «alimentándose de miel de la boca del león», basado en el Libro de los Jueces (Jueces 14:5-9). Dürr resume que Franck escribió «una profunda y personal confesión de anhelo por Jesús». El experto en Bach Richard D. P. Jones señala que la cantata es «una de las cantatas de Weimar de Bach más ricamente inspiradas» y ve el texto como parte de la inspiración, con su «anhelo místico de unión con Cristo».

### Partitura y estructura
La cantata está estructurada en seis movimientos: una serie de arias y recitativos alternantes que conducen a un coro y una coral final. Al igual que con varias otras cantatas basadas en textos de Franck, la partitura es para un conjunto pequeño: solista alto (A), solista tenor (T), un coro de cuatro partes y un conjunto de cámara barroca de dos flautas dulces (Fl), dos violines (Vl), viola (Va), órgano (Org) y bajo continuo (Bc). La portada dice simplemente: «Auf den sechzenden Sontag nach Trinitatis» («Para el decimosexto domingo después de Trinidad»). La duración es de 19 minutos.
Un elemento estructural es la anticipación de la coral de cierre en el primer movimiento, donde la melodía de la coral se usa como cantus firmus. Bach también utilizó este enfoque para unificar la estructura en otras dos cantatas de Weimar, Alles, was von Gott geboren, BWV 80a y Barmherziges Herze der ewigen Liebe, BWV 185. Más tarde, se empleó la yuxtaposición de un cantus firmus contra la música vocal coral a gran escala en su Pasión según San Mateo, tanto en el coro inicial como en el movimiento de conclusión de la parte I. El uso de flautas en Komm, du süße Todesstunde es una reminiscencia de la cantata temprana Actus tragicus, Gottes Zeit ist die allerbeste Zeit, BWV 106.
En las interpretaciones de la cantata en Leipzig, el primer verso de la coral probablemente lo cantara una soprano, en lugar de usar una interpretación instrumental de la melodía de la coral en el primer aria. La cantata se transpuso de do mayor a mi bemol mayor en Leipzig, donde puede que las flautas fueran reemplazadas por flautas traveseras.
En la siguiente tabla de movimientos, la partitura y las tonalidades se dan para la versión realizada en Weimar en 1716. Las tonalidades y los tiempos se toman de Dürr, utilizando el símbolo  para el compás de tiempo común (4/4). Los instrumentos se muestran por separado para vientos y cuerdas, mientras que no se muestra el bajo continuo, ya que toca durante toda la obra.
| N.º | Título                                      | Texto  | Tipo       | Vocal | Vientos     | Cuerdas | Bajo | Tonalidad | Tiempo            |
| --- | ------------------------------------------- | ------ | ---------- | ----- | ----------- | ------- | ---- | --------- | ----------------- |
| 1   | Komm, du süße Todesstunde                   | Franck | Aria       | A     | 2Fl         |         | Org  | do mayor  | cuatro por cuatro |
| 2   | Welt, deine Lust ist Last                   | Franck | Recitativo | T     |             |         |      |           | 3 4               |
| 3   | Mein Verlangen ist, den Heiland zu umfangen | Franck | Aria       | T     |             | 2Vl Va  |      | la menor  | cuatro por cuatro |
| 4   | Der Schluß ist schon gemacht                | Franck | Recitativo | A     | 2Fl         | 2Vl Va  |      | do mayor  | cuatro por cuatro |
| 5   | Wenn es meines Gottes Wille                 | Franck | Coro       | SATB  | 2Fl         | 2Vl Va  |      | do mayor  | 3 8               |
| 6   | Der Leib zwar in der Erden                  | Knoll  | Coral      | SATB  | 2Fl (obbl.) | 2Vl Va  |      | la menor  | cuatro por cuatro |

### Música

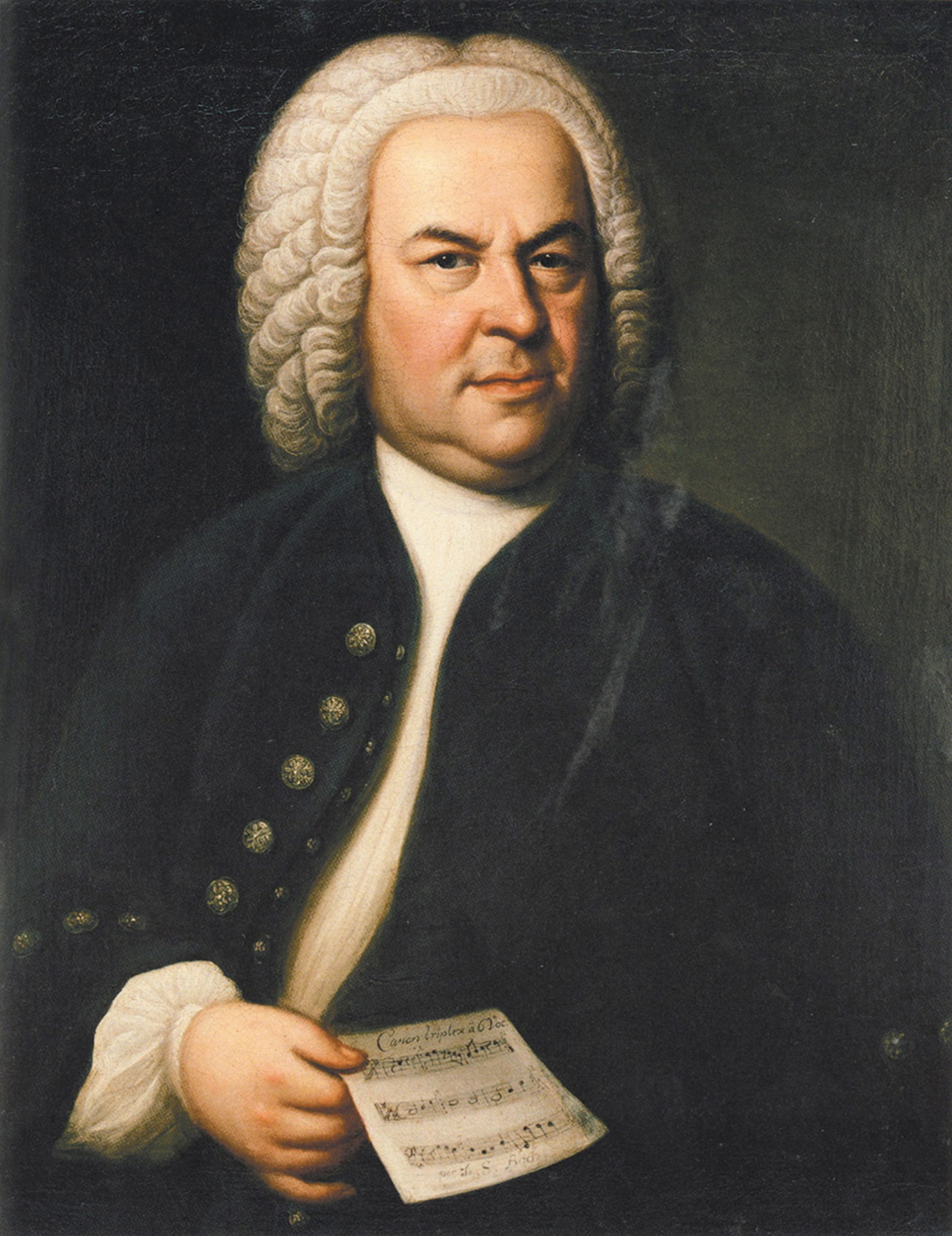
Johann Sebastian Bach, compositor de la cantata.

Una melodía de coral frigia, conocida como la melodía de O Haupt voll Blut und Wunden, proporciona el tema musical de la cantata, que aparece en el primer movimiento en su forma original y en la línea de alto derivada de ella. Los temas de las otras dos arias los toma de la misma melodía y proporcionan unidad formal. La misma melodía aparece cinco veces en las corales de la Pasión según San Mateo de Bach.

#### «Komm, du süße Todesstunde»
El aria de apertura para el alto, «Komm, du süße Todesstunde» («Ven, oh dulce hora de la muerte» o «Ven, dulce hora de la partida») está acompañada por las flautas. Se mueven en el ritornello en terceras y sextas paralelas. El órgano no sólo sirve como instrumento de bajo, sino que también proporciona la melodía coral. En Weimar, parece que Bach hubiera esperado que la congregación supiera las palabras de la primera estancia del himno de Knoll.

Herzlich tut mich verlangen

Nach einem selgen End,

Weil ich hie bin umfangen

Mit Trübsal und Elend.

Ich hab Lust abzuscheiden

Von dieser bösen Welt,

Sehn mich nach himml'schen Freuden,

O Jesu, komm nur bald!
Anhelo desde mi corazón

un final pacífico,

ya que aquí estoy rodeado

de tristeza y miseria.

Deseo apartarme

de este mundo malvado, 

anhelo alegrías celestiales, 

¡oh Jesús, ven pronto!

Jones señala que el cantus firmus del órgano parece «objetivo», en contraste con el «despliegue subjetivo de sentimiento personal» de la voz y la complejidad de las otras partes.
En una actuación posterior en Leipzig, una soprano cantó la estancia con el órgano.

#### «Welt, deine Lust ist Last»
El recitativo del tenor, «Welt, deine Lust ist Last» («Mundo, tu placer es una carga»), comienza como un recitativo secco, pero termina en un arioso cuando las palabras parafrasean un versículo bíblico de Filipenses 1:23, «Ich habe Lust abzuscheiden und bei Christo zu sein» a «Ich habe Lust, bei Christo bald zu weiden. Ich habe Lust, von dieser Welt zu scheiden» («Deseo pastar pronto con Cristo. Deseo partir de este mundo»). Dürr señala que el desarrollo de secco a arioso es frecuente en las primeras cantatas de Bach y está especialmente motivado para resaltar la paráfrasis bíblica.

#### «Mein Verlangen ist, den Heiland zu umfangen»
El aria para tenor, «Mein Verlangen ist, den Heiland zu umfangen» («Mi anhelo es abrazar a mi Salvador»), es el primer movimiento con las cuerdas, que agregan profundidad a la expresión emocional. Vuelve a la esperanza de unión con Jesús del primer movimiento, expresado de manera agitada, con síncopas para «deseo» y motivos que fluyen para «abrazar». La sección central está acompañada principalmente por el bajo continuo solamente, pero a veces interpuesta por las cuerdas que tocan los motivos de «deseo».

#### «Der Schluß ist schon gemacht»
El recitativo para alto, «Der Schluß ist schon gemacht» («El final ya ha llegado»), está acompañado de todos los instrumentos, que crean imágenes de sueño (en un movimiento hacia abajo, que termina en notas largas), el despertar (en movimiento rápido hacia arriba) y campanas funerarias en las flautas y pizzicato de las cuerdas. El musicólogo Tadashi Isoyama señala: «En este movimiento, la anticipación de la muerte parece cumplirse y la declamación del alto, que da la bienvenida a la muerte y el sonido de las campanas funerarias, está llena de un patetismo que equivale casi a la obsesión». El compositor amplió las medidas finales del recitativo («so schlage doch») a un aria de tenor completa («Ach, schlage doch bald, selge Stunde») en la cantata Christus, der ist mein Leben, BWV 95, que compuso en 1723 en Leipzig.

#### «Wenn es meines Gottes Wille»
El primer movimiento coral, «Wenn es meines Gottes Wille» («Si es la voluntad de mi Dios»), está marcado «aria» por Franck. Bach lo configuró en cuatro partes, usando una homofonía similar a una canción. Wolff compara el estilo con los motetes de Turingia de alrededor de 1700. La primera parte no se repite da capo, de acuerdo con las últimas palabras «Dieses sei mein letztes Wort» («que esta sea mi última palabra»). Mientras que un da capo textual es imposible, Bach compuso un da capo musical, dando al movimiento una estructura de ABB'A'. Dürr señala que Arnold Schering «ha llamado la atención sobre el creciente éxtasis».

#### «Der Leib zwar in der Erden»
La coral de cierre, «Der Leib zwar in der Erden» («El cuerpo en la tierra»), está iluminada por una quinta parte de las dos flautas que tocan un contrapunto animado al unísono.

Der Leib zwar in der Erden

Von Würmen wird verzehrt,

Doch auferweckt soll werden,

Durch Christum schön verklärt,

Wird leuchten als die Sonne

Und leben ohne Not

In himml'scher Freud und Wonne.

Was schadt mir denn der Tod?
El cuerpo en la tierra

será consumido por los gusanos,

sin embargo, resucitará,

bellamente transfigurado por Cristo,

brillará como el sol

y vivirá sin pena

en la alegría y el deleite celestial.

¿Qué daño puede hacerme la muerte entonces?

Se interpreta que el «desorbitado contrapunto» de las flautas «crea la imagen de la carne transfigurada».

## Publicación y representaciones posteriores
Franz Wüllner editó la cantata para Bach Gesellschaft Ausgabe, la primera edición completa de las obras de Bach, en un volumen publicado en 1887. La Neue Bach-Ausgabe (NBA) publicó la partitura de Weimar y la versión de Leipzig en 1982, editada por Helmuth Osthoff, con el comentario crítico siguiente en 1984.
John Eliot Gardiner interpretó la cantata dos veces en el año 2000 como parte de la Bach Cantata Pilgrimage con el Coro Monteverdi. Una actuación fue en el aniversario de la muerte de Bach, el 28 de julio, en la Abadía de Iona y la otra en el decimosexto domingo después de Trinidad (8 de octubre) en la iglesia del Convento de Santo Domingo de Bonaval en Santiago de Compostela.